# Eduard Fischer (General)

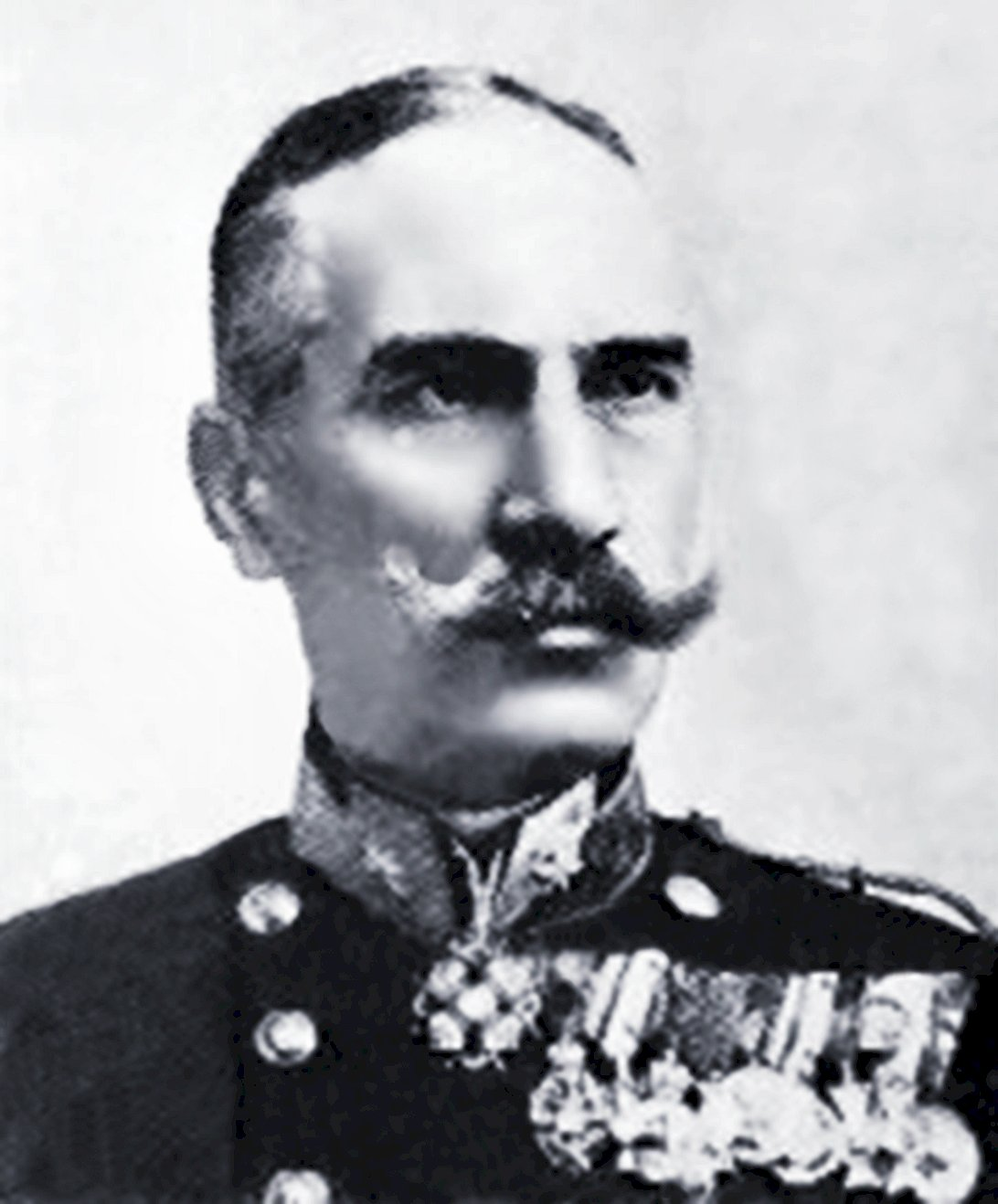
Eduard Fischer als Generalmajor 1918

 Eduard Fischer (* 18. Januar 1862 in Carapciu, Bukowina; † 21. Juni 1935 in Wien) war ein k. u. k. Generalmajor der Gendarmerie, der der österreichischen Polizei im Herzogtum Bukowina und in Galizien vorstand sowie Theresienritter. Er war außerdem ein angesehener Buchautor.

## Biographie

### Jahre der Entwicklung

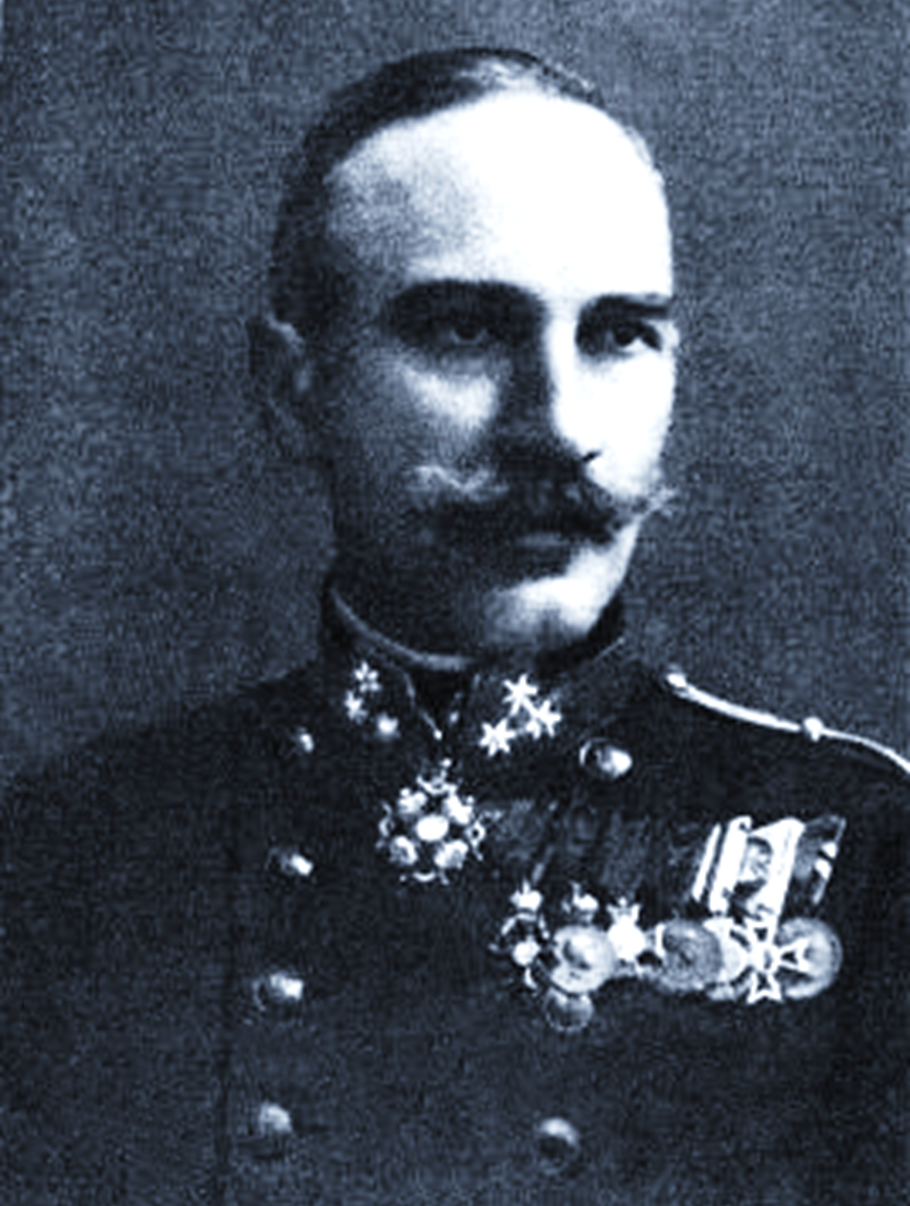
Eduar Fischer als Oberst 1914

Eduard wurde als Sohn eines kleinen Grundbesitzers geboren. Er schwärmte bereits als kleiner Junge vom Soldatenwesen. Nach Absolvierung der sechsten Gymnasialklasse trat er freiwillig in die Reihen seines heimatlichen Infanterieregiments Nr. 41 ein, kam an die Infanterie-Kadettenschule nach Lobzow bei Krakau, die er 1885 mit ausgezeichnetem Erfolg absolvierte und wurde im Jahr 1888 Leutnant. Im Jahr 1891 wurde er in den Stand der k. k. Gendarmerie übernommen. Am 1. Mai 1895 war er Oberleutnant und Ergänzungskommandant für Czernowitz, am 1. Mai 1900 Rittmeister 2. Klasse, ein Jahr später jener 1. Klasse und Kommandant der Gendarmerieabteilung Nr. 1 in der Stadt sowie Stellvertreter des Landesgendarmeriekommandanten für die Bukowina. Im Jahre 1906 war er vom Kriegsministerium zum Leiter einer Kommission für das Studium der Gendarmerien in Ungarn, Deutschland Belgien und der Schweiz bestimmt worden. Die Qualität des in einem umfangreichen Bericht niedergelegten reichhaltigen Material bewog den Kaiser ihn 1907 für seine vorzügliche Tätigkeit mit dem Ritterkreuz des Kaiserlich-Österreichischen Franz-Joseph-Ordens auszuzeichnen. Am 1. Mai 1912 wurde er zum Major und Landesgendarmeriekommandanten befördert und mit dem k. k. Militärverdienstkreuz dekoriert.

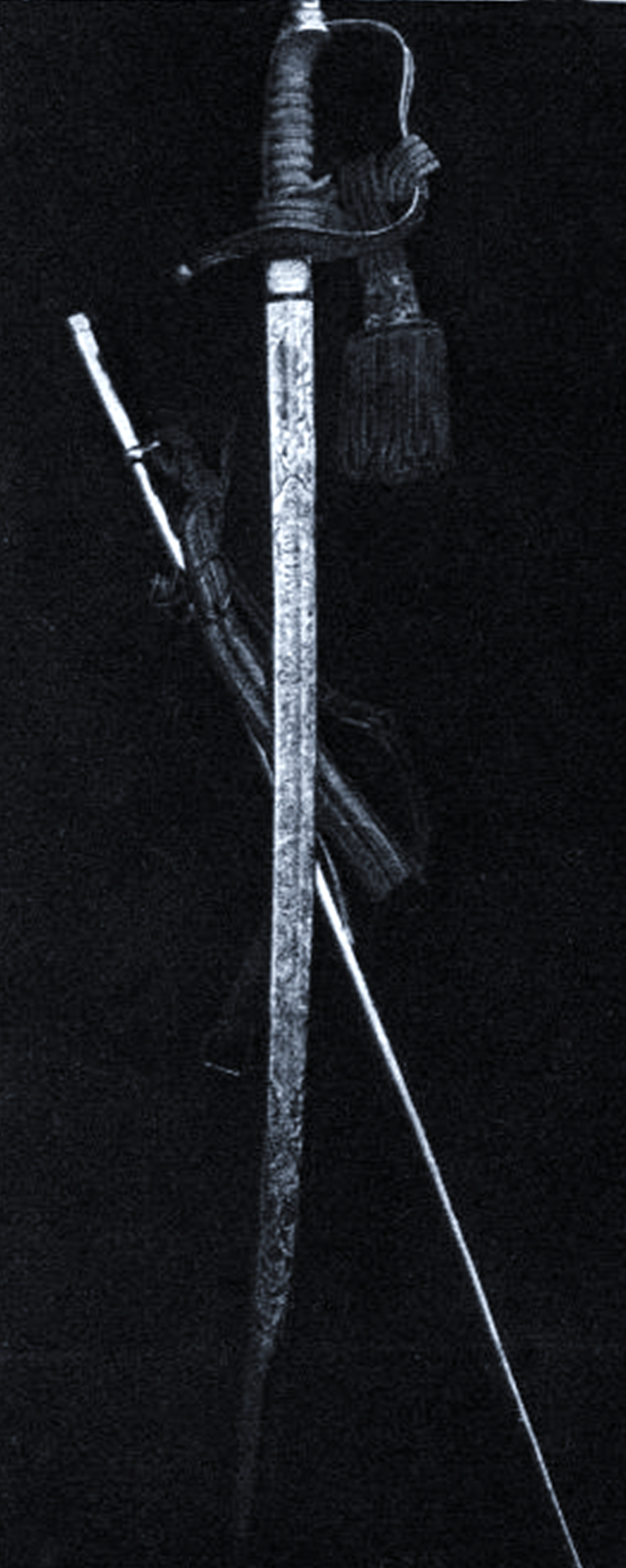
Ehrensäbel des Eduard Fischer

### Im Ersten Weltkrieg

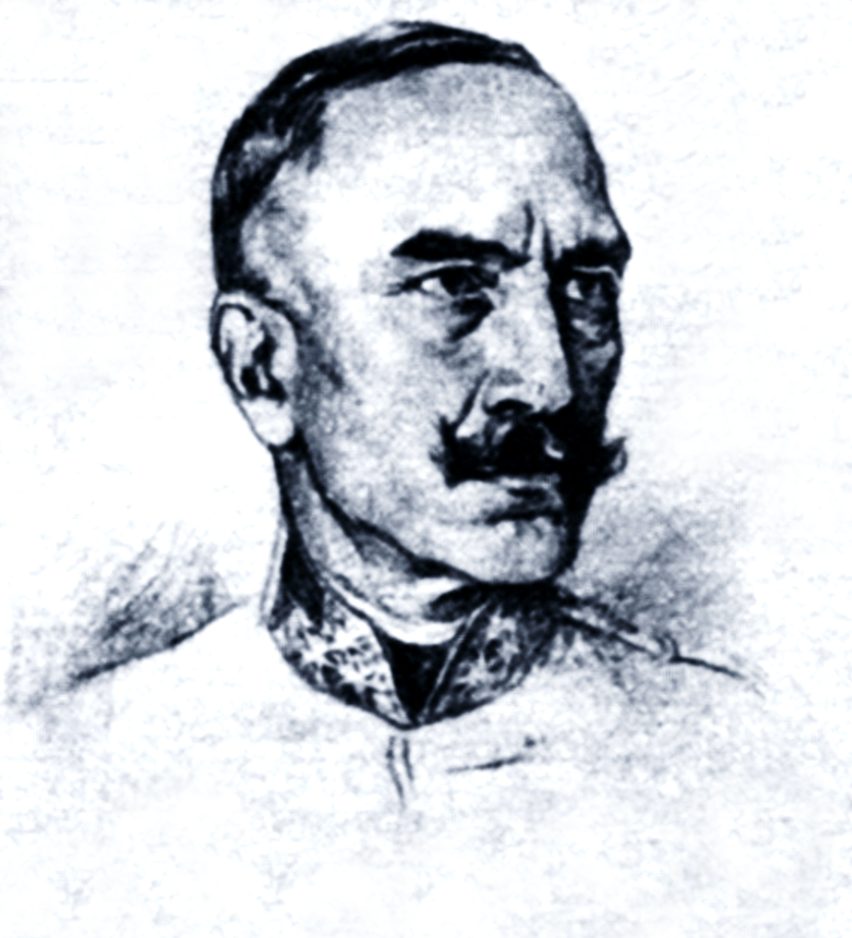
Eduard Fischer um 1916

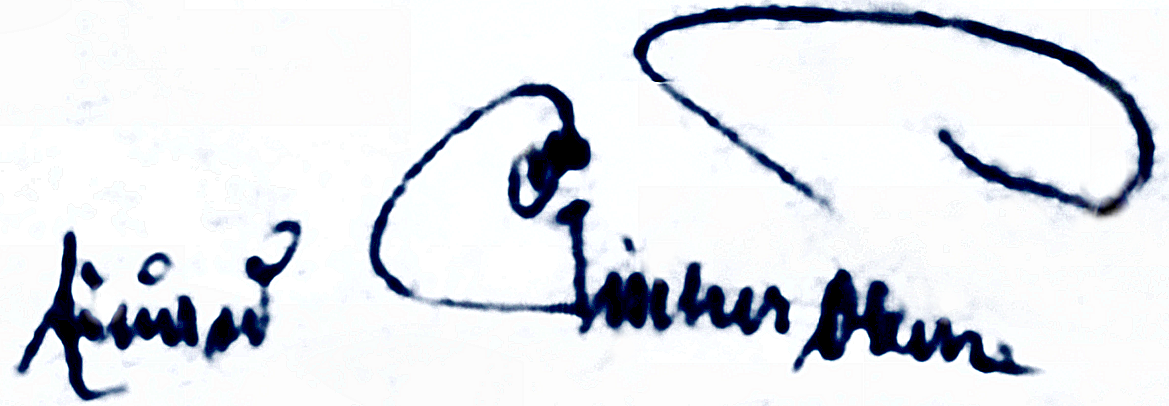
Autograph Eduard Fischer

Mit Ausbruch des Ersten Weltkriegs rückte er am 1. August 1914 zum Oberstleutnant vor. Nachdem Ende August die Bukowina von russischen Truppen überfallen und die Hauptstadt des Landes binnen Monatsfrist in deren Hände gefallen war, formierte Fischer einen bewaffneten bukowinischen Volksaufstand, den er anführte. Dieses Volksheer umfasste nicht nur Gendarmerieeinheiten, sondern zahlreiche Freiwillige verschiedenster Ethnien und Berufe. Die Hauptstützpunkte des Widerstandes lagen in Gura Humorului und Câmpulung Moldovenesc. Fischers Truppen warfen den russischen Angriff nicht nur zurück, sondern eroberten sogar Czernowitz für kurze Zeit, bis die zaristischen Truppen unter General Andrei Selivanov die Stadt am 20. November 1914 erneut besetzten.
Im September mit dem Orden der Eisernen Krone 3. Klasse mit der Kriegsdekoration (KD.) ausgezeichnet wurde, sodann am 27. Oktober des Jahres bereits außer der Rangtour zum Oberst vor. Der Obmann Nikolaus Ritter von Wassilko sandte im Namen der ukrainischen Landtags- und Reichratsabgeordneten in der Bukowina ein äußerst anerkennendes Telegramm an Fischer, in welchem er „ein außergewöhnliches Landeskind“ der Bukowina genannt wird. Während einer Privataudienz bei Kaiser Franz Joseph I. am 16. Januar 1915 wurde er von diesem höchst belobigt und am 1. April des Jahres mit dem Ritterkreuz des Österreichischen Leopold-Ordens mit der Kriegsdekoration (KD.) geehrt. Er erhielt gleichfalls einen Ehrensäbel der Bürgerschaft der Stadt Czernowitz (20. Oktober 1915, ausgehändigt wegen der Kriegsereignisse erst am 25. Oktober 1917).
Wie es Fischer mit weniger als 10 000 Mann seit Kriegsbeginn gelungen war, die Elitetruppen der Generäle Brussilow, Russkji, Ivanow und Evreinow über Monate in Schach zu halten, war eine ganz besondere Leistung. Zur Täuschung der tatsächlichen Truppenstärke setzte er als Geräuschkulisse Böller statt Kanonen und Ratschen statt Maschinengewehren ein. Noch Ende August 1914 befreite er die Landeshauptstadt von der zaristischen Armee. Großfürst Nikolai Nikolajewitsch setzte eine Belohnung von 100 000 Rubel auf seinen Kopf aus. Diese Tat hatte ihn bei Freund und Feind berühmt gemacht und Sven Hedin, der ihn noch während des Krieges in der Bukowina aufsuchte, nannte ihn den „Andreas Hofer des Ostens“.
Am 1. Februar 1918 (Rang vom 17. März des Jahres) avancierte der Kommandant des Landesgendarmeriekommandos Nr. 13 zum Generalmajor, und am 20. März ernannte ihn Kaiser Karl I. zum Gendarmeriekommandanten für Galizien und Bukowina.
In den Monaten März bis November 1918 machte er sich auch um die Lebensmittelversorgung von Wien verdient.

## Der Autor
Fischer schuf sich durch seine literarisch-wissenschaftlichen Arbeiten auch einen klangvollen Namen in der gelehrten Welt. Seine Schriften über die Bukowina und die Moldau erzeugten großes Interesse, vor allem in Rumänien. Für seine Verdienste wurde er um 1900 von der Universität Czernowitz mit der Doktorwürde der Philosophie honoris causa geehrt und trug ihm außerdem die Goldene Medaille für Kunst und Wissenschaft ein (1898).

## Epilog

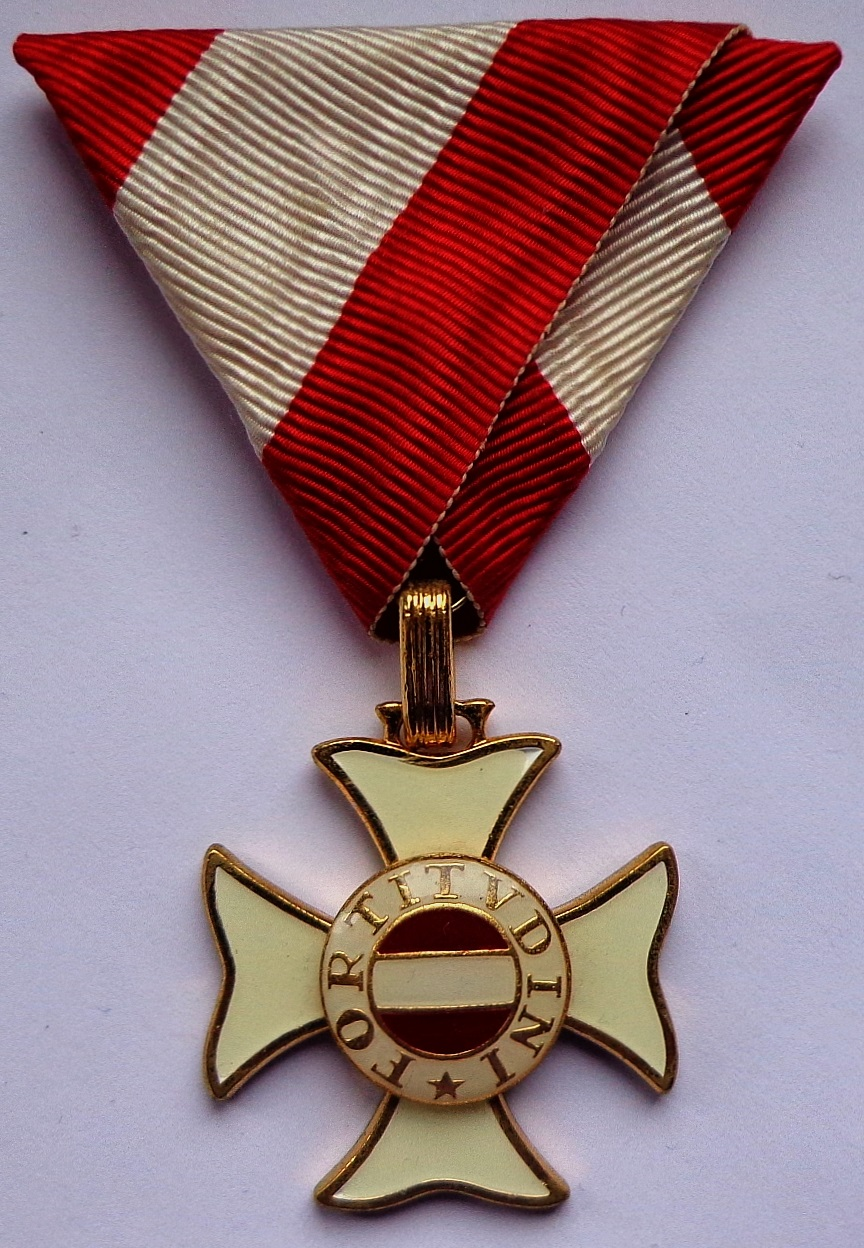
Ritterkreuz des Militär-Maria-Theresien-Ordens

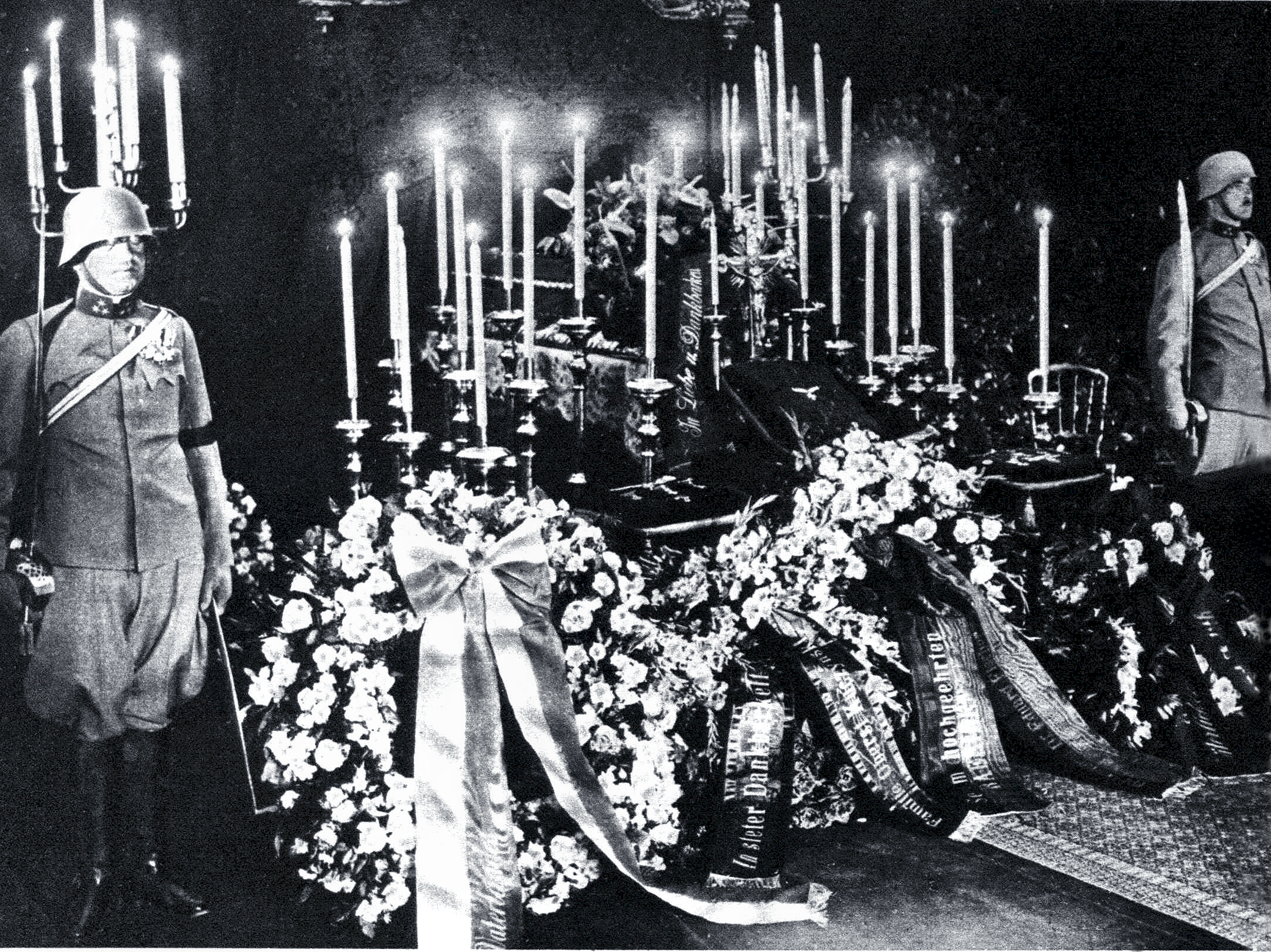
Katafalk Generals Eduard Fischer 1935

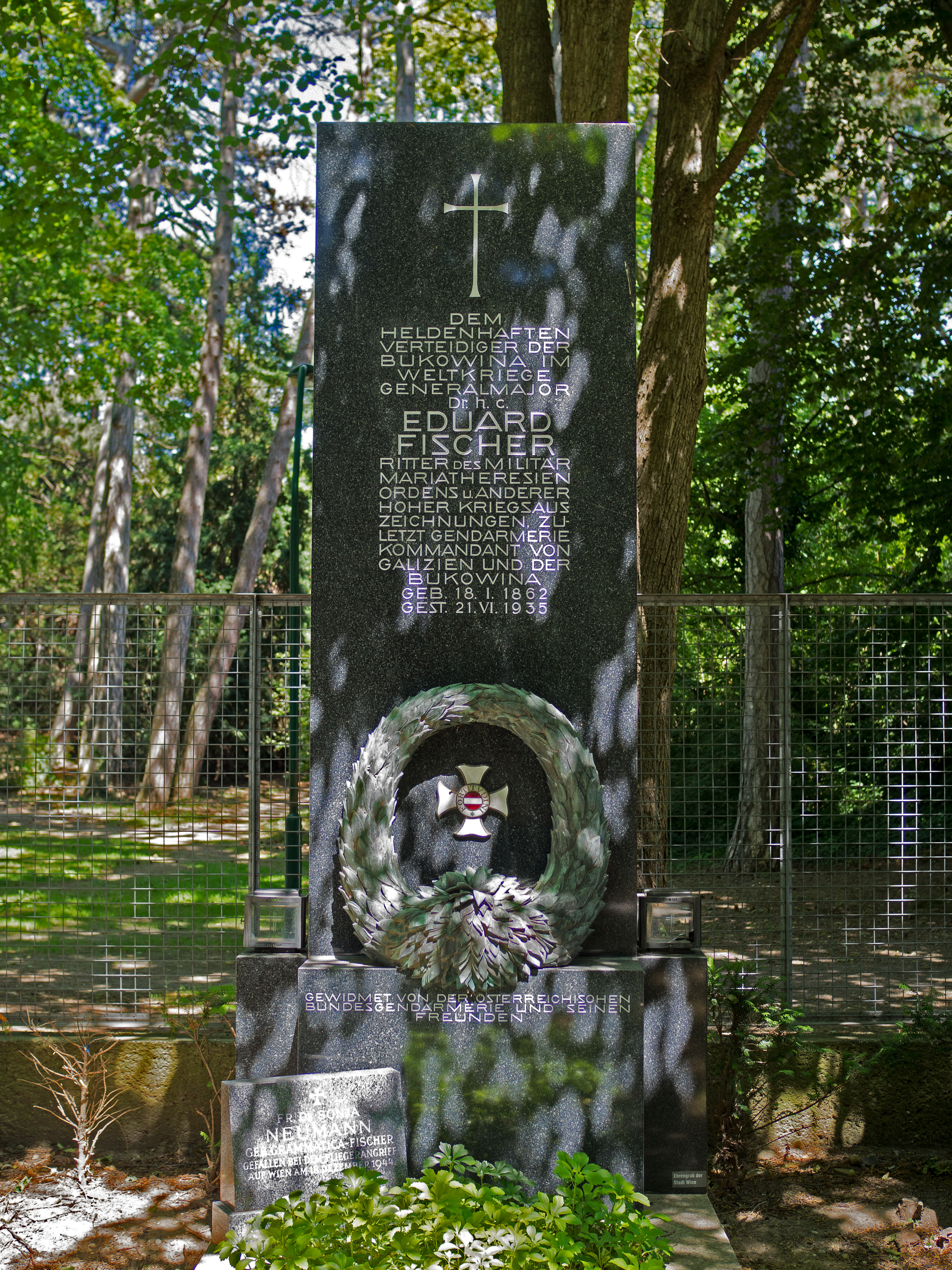
Grab von Eduard Fischer auf dem Hietzinger Friedhof

Als zwischenzeitlicher Kriegsgegner Rumäniens wurde der Verteidiger der Bukowina, General Fischer, am 25. November 1918 auf Befehl des von den Rumänen in der Bukowina als Landesverteidigungsminister eingesetzten, späteren  langjährigen Bürgermeisters von Czernowitz, Nikolaus Baron von Flondor – der im Gegensatz zu Alexander Freiherr von Hormuzaki, dem letzten Landeshauptmann der Bukowina, seinen Eid auf den Kaiser gebrochen hatte – verhaftet und nach Iași abgeführt. Zusammen mit seiner Gattin wurde er Anfang 1919 in einem Lager in der Nähe der moldauischen Hauptstadt interniert, wo sich beide eine schwere Infektion zuzogen, an der die Frau starb. Er wurde im Jahr 1920 nach Österreich entlassen.
In der 193. Promotion vom 25. Oktober 1927, wurde er für seine herausragenden Taten als Oberstleutnant im Jahr 1914 nachträglich mit dem Militär-Maria-Theresien-Orden ausgezeichnet. Kurz davor war er von einem Schlaganfall halbseitig gelähmt worden.
Irgendwann im Laufe seines Lebens konvertierte der General zum Katholizismus, wahrscheinlich in der Zeit zwischen 1908 und 1911, als zahlreiche, orthodoxe und protestantischen  Christen, aber auch Juden und Muslime, wegen des 60. Thronjubiläums bzw. des Kaisers 80. Geburtstag „zu Ehren des Kaisers“ übertraten. Sowohl der Gedenkstein auf seinem Ehrengrab am Hietzinger Friedhof als  auch  das Bild von der Aufbahrung des Leichnams dokumentieren diesen Umstand.

## Werke
Eduard Fischer mehrere historisch-geographische Werke, darunter:
- „Heimatkunde für Mittelschulen“, Verlag H. Pardini, Czernowitz 1893
- „Die Bukowina, eine allgemeine Heimatkunde“, (auch: „Große Heimatkunde der Bukowina“) Editura H. Pardini, Czernowitz 1899, 344 S.
- „Schriften zur Geschichte der Bukowina und Moldau“ (rumänisch: „Scrieri privind istoria Bucovinei și Moldovei“), Czernowitz 1899
- „Zur Münzkunde des Fürstentums Moldau“, Verlag H. Pardini, Czernowitz 1901
- „Kosmin“ (rumänisch: „Bătălia din Codrii Cosminului: Războiul dintre Ştefan cel Mare şi Regele polon Ioan Albert în anul 1497“, Übersetzung von Ion Strişcă), Editura Institutul de Arte Grafice „Eminescu“, Bukarest 1904, 67 S. und Karten.
- „Die Wehrmacht der Moldau unter Stefan dem Großen“, Jahrbuch des Bukowiner Landesmuseums 1905–1906, Czernowitz 1906
- Landkarte der Bukowina 1:150000 in drei Sprachen (Deutsch, Rumänisch, Ruthenisch)[16]
- „Krieg ohne Heer : Meine Verteidigung der Bukowina gegen die Russen“, Verlag Franz Schubert, Josef Lenobel, Wien 1935 ISBN 0-01-146151-9